# ای.ال. کونینزبرگ
ای. ال. کونینزبرگ (به انگلیسی: Elaine Lobl Konigsburg) (زادهٔ ۱۰ فوریهٔ ۱۹۳۰ - درگذشتهٔ ۱۹ آوریل ۲۰۱۳)نویسنده و تصویرساز آمریکایی کتاب‌های داستانی کودک و نوجوان بود.
او در نیویورک به دنیا آمد اما در شهرهای کوچک پنسیلوانیا بزرگ شد. خانوادهٔ الین، مهاجرانی یهودی بودند که از نیویورک به شهری صنعتی در پنسیلوانیا نقل مکان کردند. او در مدرسهٔ فارل، شاگرد ممتاز بود و پس از این دوره، وارد مؤسسهٔ فناورانهٔ کارنیج در پیتزبورگ شد و به تحصیل شیمی پرداخت. الین در سال ۱۹۵۲ با دیوید کونینزبرگ ازدواج کرد و این دو، صاحب ۳ فرزند شدند. او نوشتن را همزمان با شروع مدرسهٔ بچهٔ سومش آغاز کرد و در این حرفه، به موفقیت‌های بزرگی دست یافت.
الین لوبل کونینزبرگ در کلیسای فالز بر اثر سکته ای که یک هفتهٔ پیش به سراغش آمده بود، درگذشت.